# Oceana (співачка)
Осеана Мальманн (англ. Oceana Mahlmann; нар. 23 січня 1982 у Веделі поблизу Гамбурга, Німеччина) — німецька поп-співачка й авторка пісень німецького та афро-мартинікського походження.
Oceana виконує музику в жанрах соул, реггі, хіп-хопу і фанку. Вона співпрацювала з німецькими музичними гуртами Seeed i Boundzound. Сольну кар'єру почала в 2008 році. У тому ж році з'явилася на музичному ярмарку Popkomm в Берліні. У 2009 році випустила дебютний альбом Love Supply з популярним синглом «Cry Cry». 22 серпня 2009 року на 46-му Міжнародному фестивалі в Сопоті (Польща) була нагороджена призом глядацьких симпатій. З 7 березня 2010 року брала участь в одинадцятому сезоні польської версії Танці з зірками, яку полишила в травні 2010 через вагітність. 23 квітня 2010 був гостею на гала-концерті польської музичної нагороди Eska Music Awards, де виконала «Cry Cry», а також отримала нагороду в номінації «Світовий Хіт Року». З травня 2010 бере участь у телешоу ARTE Lounge на телеканалі ARTE.
Oceana була обрана виконавицею офіційної пісні чемпіонату Європи з футболу, який відбувся в 2012 році в Польщі та Україні. Сингл називається «Endless Summer», він увійшов до нового альбому Осеани My House.

## Дискографія
Альбоми
| Рік  | Назва                                                             | Позиції в чартах | Позиції в чартах | Позиції в чартах | Позиції в чартах |
| Рік  | Назва                                                             | Польща           | Греція           | Іспанія          | Франція          |
| ---- | ----------------------------------------------------------------- | ---------------- | ---------------- | ---------------- | ---------------- |
| 2009 | Love Supply - Видання: 25 травня 2009 - Лейбл: Warner Music Group | 11               | 2                | 53               | 58               |
| 2012 | My House - Видання: 22 червня 2012 - Лейбл: Warner Music Group    | 15               | —                | —                | —                |

Сингли
| Рік                     | Назва                      | Позиції в чартах | Позиції в чартах | Позиції в чартах | Позиції в чартах | Позиції в чартах | Позиції в чартах | Позиції в чартах | Позиції в чартах | Позиції в чартах | Позиції в чартах |
| Рік                     | Назва                      | Польща           | Австрія          | Бельгія          | Греція           | Німеччина        | Угорщина         | Росія            | Іспанія          | Швейцарія        |                  |
| ----------------------- | -------------------------- | ---------------- | ---------------- | ---------------- | ---------------- | ---------------- | ---------------- | ---------------- | ---------------- | ---------------- | ---------------- |
| 1998                    | „Es hat mich erwischt”     | —                | —                | —                | —                | —                | —                | —                | —                | —                |                  |
| 2000                    | „48 Stunden”               | —                | —                | —                | —                | —                | —                | —                | —                | —                |                  |
| 2009                    | „Cry Cry”                  | 1                | 72               | 25               | 1                | 52               | 1                | 3                | 8                | 39               |                  |
| 2009                    | „Pussycat on a Leash”      | —                | —                | —                | —                | —                | 2                | —                | —                | —                |                  |
| 2010                    | „La La”                    | —                | —                | —                | —                | —                | —                | —                | —                | —                |                  |
| 2010                    | „Far Away” (& Leon Taylor) | —                | —                | —                | —                | 57               | —                | —                | —                | —                |                  |
| 2011                    | „As Sweet As You”          | —                | —                | —                | —                | —                | —                | —                | —                | —                |                  |
| 2012                    | „Endless Summer”           | 2                | 25               | —                | —                | 5                | —                | —                | —                | 9                |                  |
| "—" позиція не вказана. |                            |                  |                  |                  |                  |                  |                  |                  |                  |                  |                  |

## Нагороди та призи
| Рік  | Нагорода          | Категорія                     |
| ---- | ----------------- | ----------------------------- |
| 2009 | Sopot Festiwal    | Приз глядацьких симпатій      |
| 2010 | Eska Music Awards | Світовий Хіт Року („Cry Cry”) |